# Β-Lactoglobulin
β-Lactoglobulin ist ein Protein in der Milch von verschiedenen Säugetieren, unter anderem von Kühen und Schafen. Es ist das häufigste Molkenprotein in der Kuhmilch und kommt nicht im Menschen vor.

## Eigenschaften
β-Lactoglobulin wird in Milchdrüsen gebildet und in die Milch sezerniert. Es ist der Hauptbestandteil der Molkenproteine. β-Lactoglobulin ist ein Lipocalin und bindet verschiedene hydrophobe Moleküle wie Lipide einschließlich Retinol. Es besitzt zwei Disulfidbrücken zwischen jeweils zwei Cysteinen, zwischen Positionen 82 und 176 sowie zwischen Positionen 122 und 135. Weiterhin dient es als Speicherprotein zur Versorgung des Neugeborenen mit Aminosäuren. Beim Menschen kann β-Lactoglobulin von Kühen und Schafen als Allergen wirken und ist im Anhang IIIa der EU-Direktive 2000/13/EC als solches aufgeführt. In gelöster Reinform bildet es nach einer Denaturierung Hydrogele.